# Уніря (комуна, Долж)
Уніря (рум. Unirea) — комуна у повіті Долж в Румунії. До складу комуни входить єдине село Уніря.
Комуна розташована на відстані 234 км на захід від Бухареста, 54 км на захід від Крайови.

## Населення
За даними перепису населення 2002 року у комуні проживали 4244 особи.
Національний склад населення комуни:
| Національність | Кількість осіб | Відсоток |
| -------------- | -------------- | -------- |
| румуни         | 4195           | 98,8%    |
| цигани         | 49             | 1,2%     |

Рідною мовою назвали:
| Мова      | Кількість осіб | Відсоток |
| --------- | -------------- | -------- |
| румунська | 4195           | 98,8%    |
| циганська | 49             | 1,2%     |

Склад населення комуни за віросповіданням:
| Релігія       | Кількість осіб | Відсоток |
| ------------- | -------------- | -------- |
| православні   | 4230           | 99,7%    |
| реформати     | 3              | 0,1%     |
| не релігійні  | 3              | 0,1%     |
| баптисти      | 2              | < 0,1%   |
| п'ятдесятники | 1              | < 0,1%   |

## Зовнішні посилання
- Дані про комуну Уніря на сайті Ghidul Primăriilor